# Traumhäuser
Traumhäuser ist ein Architekturfilmformat, das vom BR Fernsehen in zehnteiligen Staffeln produziert und seit 2006 ausgestrahlt wird.
Jede Staffel stellt herausragende Einfamilienhäuser in Bayern vor, die anspruchsvolle Baukultur repräsentieren. Gleichzeitig illustrieren die von einer Fachjury ausgewählten Projekte baupolitische Themen wie ökologisches Bauen, Bauen im Bestand, Bauen in der Stadt oder den Umgang mit schwierigen Bauplätzen.
Protagonisten der Sendereihe sind Architekten und Bauherren, die bei ihren Bauprojekten Tradition oder Umfeld keineswegs missachten. Die individuellen Wünsche der Bauherren sowie topographische, baurechtliche, ökologische und finanzielle Vorgaben vom Architekten werden in ein Gesamtkonzept umgesetzt. Die Entstehung der Traumhäuser wird von der Planung bis zum Einzug der Bauherren dokumentiert.
Die dritte Staffel zeigt ausschließlich Häuser, die die Kriterien ökologischen Bauens erfüllen. Die Projekte reichen vom Passivhaus, das den traditionellen Chiemgauer Bauernhof neu interpretiert über ein 40-KfW-Bauhaus bei Augsburg, einem umweltfreundlich renovierten alten Gehöft bei Regensburg oder einer modernen, energetisch autarken Vorstadtvilla.
Thematischer Schwerpunkt der vierten Staffel sind neue Wohnformen und Wohnmodelle für die Zukunft. Bauprojekte wie Mehrgenerationenhäuser, Wohnen im Alter, Bauherrengemeinschaften sowie ein Behindertenbauprojekt werden in den Filmen dokumentiert.
Im Jahr 2021 wurde die sechste Staffel der Reihe ausgestrahlt, die siebte Staffel folgte 2024.
Darüber hinaus gibt es innerhalb der Fernsehsendung die Rubrik Traumhäuser wiederbesucht, in der die Bauprojekte der Reihe nach einigen Jahren erneut zu sehen sind, um die Veränderungen der Wohnkultur sowie des Gebäudes zu beleuchten.
Im Rahmen der BDA-Preis-Verleihung 2010 würdigte der Bund Deutscher Architekten hervorragende Bauten aus ganz Bayern. In fast allen für die Bauform "Einfamilienhaus" relevanten Kategorien gewannen Häuser, die der BR bereits vor ihrer Realisierung für die Architekturfilmreihe Traumhäuser entdeckt hatte.

## Auszeichnungen
- Für ihren Beitrag zur Baukultur erhielt Traumhäuser-Redakteurin Sabine Reeh 2009 den Bayerischen Architekturpreis
- Redakteurin Sabine Reeh erhielt 2021 den Architekturkritik-Preis des Bundes Deutscher Architekten für die Reihe Traumhäuser